# Flaviovská dynastie
Flaviovská dynastie vládla Římské říši v letech 69–96 n. l. Prvním císařem z této dynastie byl Vespasianus (vláda v letech 69–79), následovaný svými syny Titem (vláda v letech 79–81) a Domitianem (vláda v letech 81–96).  Flaviovci se dostali k moci během občanské války roku 69, nazývané Rok čtyř císařů. Po epizodních vládách císařů Galby a Othona se v polovině roku 69 stal císařem Vitellius. Jeho nárok na trůn rychle zpochybnily legie umístěné ve východních provinciích, které místo něj prohlásily za císaře svého velitele Vespasiana. Druhá bitva u Bedriaka vychýlila rovnováhu sil rozhodujícím způsobem ve prospěch flaviovských vojsk, která 20. prosince vstoupila do Říma. Následujícího dne římský senát oficiálně prohlásil Vespasiana císařem Římské říše, čímž zahájil dynastii Flaviovců. Ačkoli dynastie se u moci udržela jen krátce, pouze 30 let, došlo během její vlády k několika významným historickým, hospodářským a vojenským událostem.
Titovu vládu postihlo několik přírodních katastrof, z nichž nejvážnější byla erupce Vesuvu v roce 79. Okolní města Pompeje a Herculaneum byla zcela pohřbena pod vrstvou sopečného popela a lávy. O rok později Řím zasáhl požár, následovaný epidemií moru. Z válečných událostí během panování Flaviovců lze zmínit obléhání a zničení Jeruzaléma Titem v roce 70, které následovalo po neúspěšném židovském povstání v roce 66. Římská vojska pod velením Gnaea Juliua Agricoly dobyla v letech 77–83 značná území ve Velké Británii, naproti tomu Domitianovi se nepodařilo dosáhnout rozhodujícího vítězství proti králi Decebalovi ve válce proti Dákům. Kromě toho říše posílila svou obranu hranic rozšířením opevnění podél Limes Germanicus.
Flaviovci také zahájili hospodářské a kulturní reformy. Za Vespasiana byly vyhlášeny nové daně, které měly pomoci ozdravit finanční situaci říše, následně Domitianus revalvoval římské mince zvýšením obsahu stříbra. Titus na oslavu nástupu dynastie Flaviovců zahájil rozsáhlý stavební program, po němž v Římě zůstalo několik trvalých památek, z nichž nejokázalejší byl Flaviovský amfiteátr, známější jako Koloseum.
Vláda Flaviovců skončila 18. září 96 zavražděním Domitiana. Jeho nástupcem se stal dlouholetý stoupenec a rádce Flaviů Marcus Cocceius Nerva, který založil déle vládnoucí dynastii adoptivních císařů.
Flaviovská dynastie byla mezi čtyřmi dynastiemi principátu výjimečná tím, že ji tvořil pouze jeden muž a jeho dva synové, bez širší či adoptivní rodiny.

## Historie

### Založení dynastie

#### Původ rodu

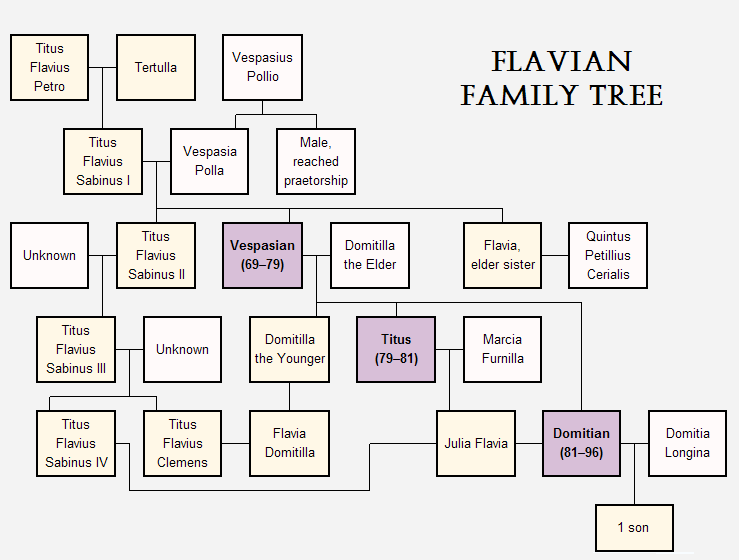
Flaviovská dynastie

Desetiletí občanské války v 1. století př. n. l. významně přispělo k zániku staré římské aristokracie, jejíž pozice na počátku 1. století n. l. postupně převzaly nové italské rody. Jedním takovým rodem byli Flaviovci, kteří za pouhé čtyři generace povýšili z relativně neznámé rodiny na společenské výsluní a získali bohatství a postavení za vlády císařů dynastie juliovsko-claudiovské. Vespasianův dědeček Titus Flavius Petro sloužil jako centurion pod velením římského vojevůdcePompeia Magna během Caesarovy občanské války. Jeho vojenská kariéra skončila ostudou, když v roce 48 př. n. l. uprchl z bojiště v bitvě u Farsálu. Přesto se Flaviovi Petrovi podařilo zlepšit své postavení sňatkem s velmi zámožnou ženou jménem Tertulla, jejíž jmění zaručovalo vzestup na společenském žebříčku pro jejich syna Tita Flavia Sabina I. Sám Sabinus získal další bohatství a pravděpodobně i postavení jezdce, když se stal výběrčím daní v Asii a bankéřem v Helvetii (dnešní Švýcarsko). Sňatkem s Vespasií Pollou se spojil s prestižními patricijskými rodinami a zajistil povýšení svých synů Tita Flavia Sabina II. a Vespasiana do senátorské hodnosti. Kolem roku 38 n. l. se Vespasianus oženil s Domitillou starší, dcerou jezdce z etruského města Ferentium. Měli dva syny: v roce 39 se narodil Titus Flavius Vespasianus a v roce 51 Titus Flavius Domitianus. V roce 45 se narodila dcera Domitilla. Domitilla starší zemřela dříve, než se Vespasianus stal císařem. Po Domitillině brzké smrti žil Vespasianus v konkubinátu se svou někdejší milenkou Antonií Caenis, propuštěnkyní Antonie mladší. Caenis požívala jako důvěrnice Claudiovy matky určitého vlivu na císařském dvoře, umožňující jí příznivým způsobem usměrňovat politický vzestup svého partnera. Když se Vespasianus stal císařem, vystupovala na veřejnosti jako jeho zákonná manželka. Zemřela v roce 74. Vespasianova hvězda rychle stoupala. Stal se kvestorem, aedilem a praetorem a jeho politická kariéra vyvrcholila roce 51, kdy se stal konzulem. V tomto roce se také narodil Domitianus. Jako vojenský velitel si brzy získal renomé účastí na římské invazi do Británie v roce 43. Starověké prameny nicméně tvrdí, že v době Domitianovy výchovy byla rodina Flaviů chudá, dokonce píší, že Vespasianus za vlády císařů Caliguly (37–41) a Nera (54–68) upadl do nemilosti. Moderní historiografie tato tvrzení vyvrátila s předpokladem, že tyto příběhy byly šířeny za vlády Flaviovců jako součást jejich propagandistické kampaně, která měla snížit úspěchy rodu během vlády zavrhovaných císařů z juliovsko-claudiovské dynastie a maximalizovat úspěchy za císaře Claudia (41-54) a jeho syna Britannica. Podle všeho se rodina během 40. a 60. let těšila přízni císařů. Titus získal dvorskou výchovu po boku Britannika a Vespasianus se věnoval úspěšné politické a vojenské kariéře. Na nějaký čas se sice vzdal veřejných funkcí, ale v 50. letech, v době vlády císaře Nera, se vrátil a v roce 63 sloužil jako prokonzul provincie Afrika. V roce 66 doprovázel císaře během jeho oficiální cesty do Řecka.
V letech 57 až 59 byl Titus vojenským tribunem v Germánii a později sloužil v Britannii. Jeho první manželka Arrecina Tertulla zemřela dva roky po svatbě v roce 65. Titus si pak vzal novou manželku z významnější rodiny, Marcii Furnillu. Marciaina rodina však byla úzce spjata s opozicí proti císaři Neronovi. Její strýc Barea Soranus a jeho dcera Servilia byli mezi těmi, kteří byli zabiti po neúspěšném Pisonově spiknutí v roce 65. Někteří moderní historici se domnívají, že Titus se s manželkou rozvedl právě kvůli spojení její rodiny se spiknutím. Nikdy se znovu neoženil. Zdá se, že Titus měl více dcer, alespoň jednou z nich byla Marcia Furnilla. Jediným známým dítětem, které se dožilo dospělosti, byla Julia Flavia, možná Titovo dítě s Arrecinou Tertullou, jejíž matka se také jmenovala Julia. Během tohoto období Titus také vykonával právnickou praxi a dosáhl hodnosti kvestora.
V roce 66 se Židé v provincii Judea vzbouřili proti Římské říši. Cestius Gallus, legát provincie Sýrie, byl nucen ustoupit z Jeruzaléma, kde ho v bitvě u Beth-Horon porazil Šimon bar Giora. Prořímský král Herodes Agrippa II. a jeho sestra Julia Bereníké uprchli z města do Galileje, kde se později připojili k Římanům. Nero pověřil Vespasiana potlačením vzpoury a svěřil mu dvě legie, a sice Legio V Macedonica a Legio X Fretensis. Později se k němu přidal Titus s Legio XV Apollinaris. Díky armádě čítající kolem 60 000 profesionálních vojáků se Římané rychle přehnali přes Galileu a v roce 68 pochodovali na Jeruzalém.

#### Vzestup k moci

Mapa římské říše během roku 69 n. l., Roku čtyř císařů. Barevné oblasti označují provincie loajální k jednomu ze čtyř válčících generálů.

Dne 9. června 68, uprostřed rostoucího odporu Senátu a armády, Nero spáchal sebevraždu a s ním skončila dynastie juliovsko-claudiovská. Nastal chaos, který vedl k roku brutální občanské války známé jako Rok čtyř císařů, během níž čtyři nejvlivnější generálové římské říše - Galba, Otho, Vitellius a Vespasianus - postupně soupeřili o císařskou moc. Zprávy o Neronově smrti dorazily k Vespasianovi, když se připravoval obléhat město Jeruzalém. Téměř současně Senát prohlásil Galbu, tehdejšího guvernéra provincie Hispania Tarraconensis (moderní Španělsko), za římského císaře. Než aby Vespasianus ve své kampani pokračoval, rozhodl se počkat na další rozkazy a poslal svého syna Tita, aby pozdravil nového císaře. Než se však Titus dostal do Itálie, dozvěděl se, že Galba byl zavražděn a nahradil ho Otho, guvernér Lusitanie (moderní Portugalsko). Ve stejné době se Vitellius a jeho armády v Germánii vzbouřily a připravovaly se vyrazit na Řím s úmyslem svrhnout Othona. Titus nechtěl riskovat, že bude rukojmím jedné či druhé strany, do Říma nedorazil a vrátil se ke svému otci v Judeji.
Otho a Vitellius si uvědomili potenciální hrozbu, kterou představuje flaviovská frakce. Se čtyřmi legiemi které měl k dispozici, Vespasianus velel síle téměř 80 000 vojáků. Jeho pozice v Judeji mu dále poskytovala výhodu, že byl nejblíže životně důležité provincii Egypt, která zásobovala Řím obilím. Jeho bratr Titus Flavius Sabinus II. velel jako městský prefekt celé posádce Říma. Napětí mezi flaviovskými jednotkami narůstalo, ale dokud Galba či Otho zůstávali u moci, Vespasianus odmítl jednat. Když byl Otho poražen Vitelliem v první bitvě u Bedriaka, armády v Judeji a Egyptě vzaly věci do vlastních rukou a 1. července 69 prohlásily Vespasiána císařem. Vespasianus titul přijal a proti Vitelliovi se spojil s Gaiem Liciniem Mucianem, guvernérem Sýrie. Silná armáda spojených legií z Judey a Sýrie pochodovala na Řím pod velením Muciana, zatímco sám Vespasianus odcestoval do Alexandrie a Titovi nechal na starosti ukončení židovské vzpoury.
V Římě Vitellius nechal Domitiana zavřít do domácího vězení, jako pojistku před budoucí flaviovskou agresí. Podpora starého císaře však slábla s tím, jak další legie v celé říši slibovaly věrnost Vespasianovi. Dne 24. října 69 se Vitellius a Vespasianus střetli ve druhé bitvě u Bedriaka, která skončila drtivou porážkou Vitelliových armád. Ten se v zoufalství pokusil vyjednat kapitulaci. Podmínky míru, včetně dobrovolné abdikace, byly dohodnuty s Titem Flaviem Sabinem II., ale vojáci pretoriánské gardy - císařské tělesné stráže - považovali takovou rezignaci za dehonestující a zabránili Vitelliovi v dodržení dohody. Ráno 18. prosince se císař objevil na veřejnosti s tím, že uloží císařské insignie do Chrámu svornosti (Aedes Concordiae), ale v poslední chvíli se otočil a vrátil se zpět do císařského paláce. V nastalém zmatku se přední muži říše shromáždili v Sabinově domě a prohlásili císařem Vespasiana, zástup ovšem rozešel, když se kohorty Vitelliana střetly s ozbrojeným doprovodem Sabina, který byl nucen ustoupit na Kapitol. V noci se k němu připojili jeho příbuzní včetně Domitiana. Legie Lucia Muciana se sice blížily k Římu, ale obklíčená flaviovská strana nevydržela vzdorovat déle než jeden den. Dne 19. prosince vpadli Vitelliovi muži na Kapitol a ve výsledné potyčce byl Sabinus zajat a popraven. Domitianovi se podařilo uprchnout v převleku za uctívače bohyně Isis, a strávil noc v bezpečí u jednoho z podporovatelů jeho otce. Odpoledne 20. prosince byl Vitellius mrtvý, jeho armády byly poraženy flaviovskými legiemi. Vzhledem k tomu, že už nebylo proč se nepřítele obávat vyšel Domitian vstříc legiím, byl všeobecně zdraven titulem "Caesar" a vojáci jej doprovodili do domu jeho otce. Následující den, 21. prosince, Senát vyhlásil Vespasiana císařem římské říše.
Přestože válka oficiálně skončila, v prvních dnech po smrti Vitellia panovala anarchie a bezpráví. Pořádek byl obnoven Mucianem na začátku roku 70, když stál v čele prozatímní vlády s Domitianem jako zástupcem rodiny Flaviovců v Senátu. Když nový císař v Alexandrii obdržel zprávu o porážce a smrti svého rivala, okamžitě poslal zásoby naléhavě potřebného obilí do Říma spolu s vyhláškou či prohlášením o své politice, ve kterém poskytl ujištění o úplném zrušení zákonů císaře Nera, zvláště těch týkajících se vlastizrady. Během roku 70 nicméně Vespasianus setrvával v Egyptě a upevňoval si podporu domácího obyvatelstva. Před koncem roku 70 se konečně vrátil do Říma a byl řádně dosazen jako císař.

### Flaviovská dynastie

#### Vespasianus (69-79)

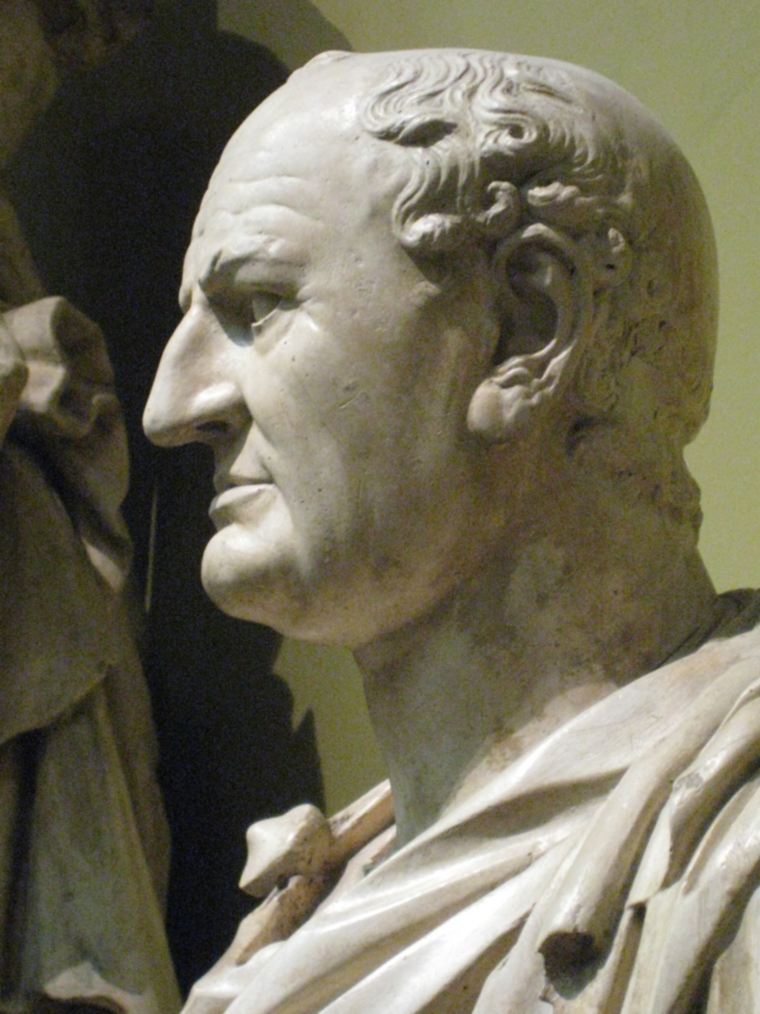
Císař Vespasianus, Puškinovo muzeum, Moskva

O Vespasianově vládě za těch deset let, co byl císařem se dochovalo jen málo faktických informací. Vespasianus strávil svůj první rok císaře v Egyptě, správu říše dostal na starost Mucianus, kterému pomáhal Vespasianův syn Domitian. Moderní historici se domnívají, že Vespasianus zůstal v Alexandrii, aby si zajistil podporu Egypťanů. V polovině roku 70 Vespasianus poprvé přijel do Říma a okamžitě se pustil do rozsáhlé propagandistické kampaně s cílem upevnit svou moc a propagovat novou dynastii. Jeho vláda je nejznámější finanční reformou po zániku dynastie juliovsko-claudiovské. Příkladem je zavedení daně z pisoárů a četná vojenská tažení v 70. letech. Nejvýznamnější z nich byla první židovsko-římská válka, která skončila zničením města Jeruzaléma Titem. Vespasianus navíc čelil několika povstáním v Egyptě, Galii a Germánii a údajně přežil i několik spiknutí. Pomohl znovu vybudovat Řím po občanské válce, přidal chrám k míru a zahájil stavbu Flaviovského amfiteátru, známějšího jako Koloseum. Zemřel přirozenou smrtí 23. června 79 a okamžitě byl jmenován nástupcem syn Titus. Historici, kteří zažili Neronovu vládu jako Tacitus, Suetonius, Flavius Iosephus a Plinius starší, o Vespasianovi hovoří velmi dobře a zároveň odsuzují císaře, kteří vládli před ním.

#### Titus (79–81)

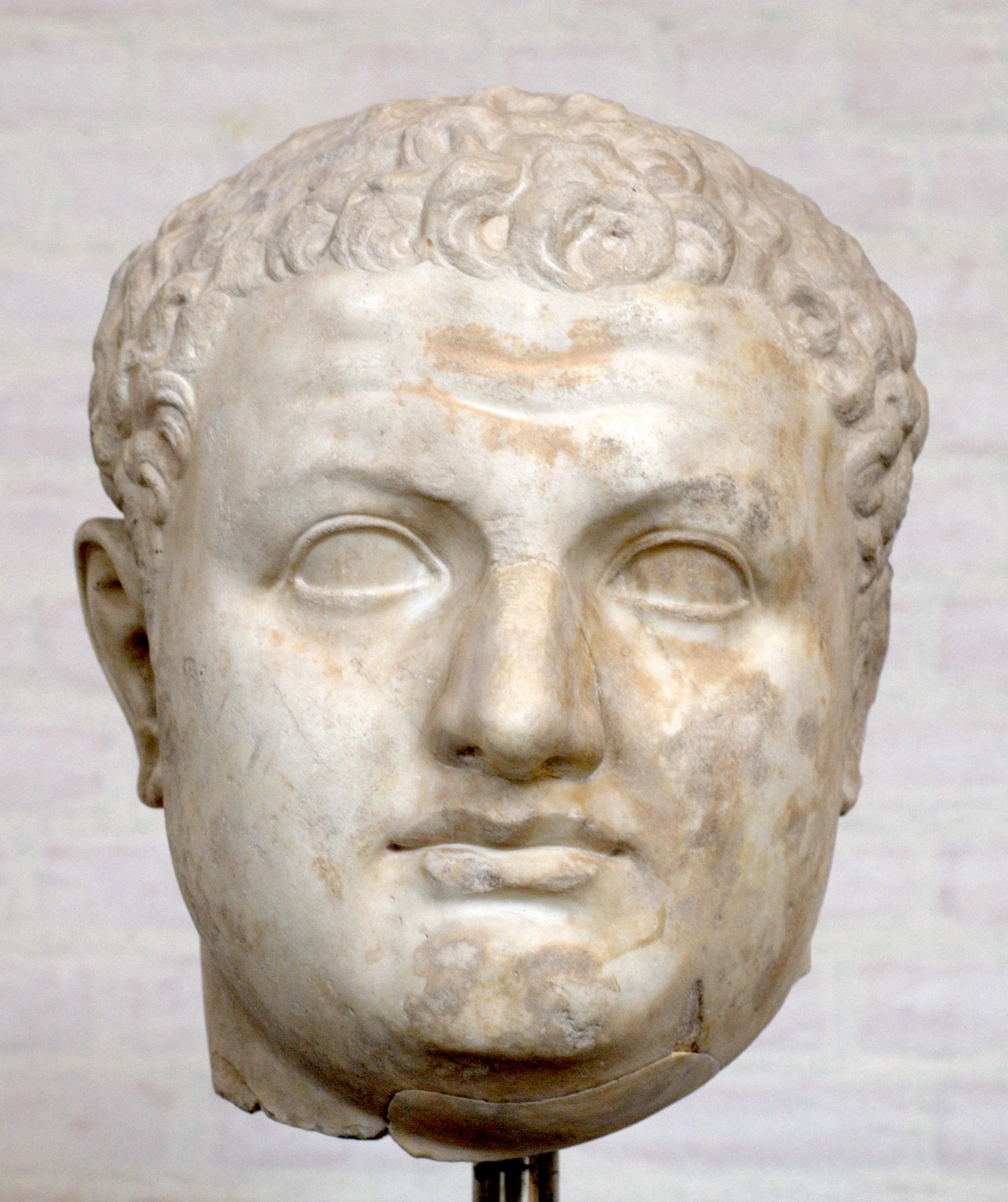
Titus

Titus nastoupil jako vládce po Vespasianově smrti 23. června 79. Přestože zpočátku panovaly pochybnosti o jeho charakteru, jeho vláda si získala velké uznání a Suetonius a další doboví historici jej považovali za dobrého císaře. Jako vládce je znám svou podporou veřejných staveb v Římě a dokončení stavby Kolosea v roce 80, ale také pro svou velkorysost při zmírňování utrpení způsobeného dvěma katastrofami, výbuchem sopky Vesuv roce 79 a požárem Říma v roce 80. Titus pokračoval ve snahách svého otce podporovat flaviovskou dynastii. Oživil praxi císařského kultu, zbožštil svého otce a položil základy pozdějšího Vespasianova a Titova chrámu, dokončeného Domitianem. Po sotva dvou letech ve funkci Titus nečekaně zemřel na horečku 13. září 81.

#### Domitianus (81–96)
Domitianus byl praetorianskou gardou prohlášen císařem den po Titově smrti. Vládl více než patnáct let - déle než kterýkoli jiný vládce od dob Tiberia. Domitianus posílil ekonomiku revalvací římských mincí, rozšířil pohraniční obranu říše, a zahájil rozsáhlý stavební program na obnovu poškozeného města Říma. V Británii rozšířil Gnaeus Julius Agricola římskou říši až k současnému Skotsku, ale v Dácii nebyl Domitianus schopen zajistit rozhodující vítězství ve válce proti Dákům a jejich králi Decebalovi. 18. září 96 byl Domitianus zavražděn svými dvořany a s ním skončila dynastie Flaviů. Téhož dne jej vystřídal jeho přítel a rádce Nerva, který založil dlouhotrvající dynastii Nerva-Antoninů. Domitianovu památku odsoudil římský senát k zapomnění, po celou dobu jeho vlády s ním měl Senát problémový vztah. Historici jako autoři jako Tacitus, Plinius mladší a Suetonius po jeho smrti ve svých spisech propagovali pohled na Domitiana jako na krutého a paranoidního tyrana. Moderní dějepisectví tyto názory odmítlo a charakterizuje Domitiana jako sice nelítostného, ale schopného autokrata, jehož kulturní, ekonomický a politický program poskytl základ pro principát vcelku mírumilovného 2. století. Jeho nástupci Nerva a Trajan byli méně autokratičtí, ale ve skutečnosti se jejich politika lišila jen málo od politiky Domitiana.

## Administrativa

### Vláda
Od pádu republiky se autorita římského Senátu do značné míry snížila v důsledku kvazi-monarchického vládního systému zřízeného Augustem, známým jako principát. Tato forma vlády umožňovala existenci de facto diktátorského režimu při zachování formálního rámce římské republiky. Většina císařů zastávala veřejnou fasádu demokracie a na oplátku Senát implicitně uznal císařův status de facto monarchy. Občanská válka v roce 69 dala jasně najevo, že skutečná moc v říši je v rukou armády. V čase kdy byl Vespasianus v Římě prohlášen císařem se již naděje na obnovení republiky dávno rozplynula.
Když se Vespasianus v polovině roku 70 vrátil do Říma, okamžitě se pustil do řady opatření ve snaze upevnit svoji moc a zabránit budoucím vzpourám. Nabídl dary armádě a propustil nebo potrestal vojáky věrné Vitelliovi. Také restrukturalizoval senátorské a jezdecké stavy odstraněním nepřátel a doplněním spojenců. Výkonná moc byla z velké části rozdělena mezi členy jeho rodiny. Ti, kdo nepatřili k flaviovské frakci byli prakticky vyloučeni z důležitých veřejných úřadů, dokonce i ti, kteří patřili mezi nejstarší Vespasianovy podporovatele během občanské války. Mucianus během této doby pomalu mizí z historických záznamů a pravděpodobně zemřel někdy mezi 75 a 77. Že bylo Vespasianovým záměrem založit dlouhotrvající dynastii, která by vládla Římské říši, bylo nejzjevnější na pravomocích udělených svému nejstaršímu synovi Titovi. Titus sdílel moc tribuna se svým otcem, byl sedmkrát jmenován konzulem a měl titul cenzora cenzuru a možná nejpozoruhodnější bylo velení pretoriánské gardy. Protože Titus byl dlouho spoluvládcem svého otce nedošlo během jeho krátké vlády od 79 do 81 k žádné náhlé změně flaviovské politiky.
Domitianův přístup k vládě byl méně rafinovaný než u jeho otce nebo bratra. Jakmile byl císařem, rychle upustil od republikánské fasády a svou vládu více či méně formálně proměnil v panování božského monarchy, za něhož se považoval. Přesunutím centra moci na císařský dvůr Domitianus otevřeně zbavil Senát jeho pravomocí. Osobně se zapojil do všech odvětví správy: byly vydávány edikty upravující nejmenší detaily každodenního života a práva, zatímco daně a veřejná morálka byly přísně vymáhány. Nicméně Domitianus dělal i ústupky vůči Senátu. Zatímco jeho otec a bratr prakticky vyloučili neflaviovce z veřejné správy, Domitianus zřídka upřednostňoval vlastní rodinné příslušníky při rozdělování strategických postů, připustil ke konzulátu překvapivě velký počet provinciálů a potenciálních odpůrců a do císařských úřadů dosazoval muže z vrstvy jezdců.

### Reforma financí

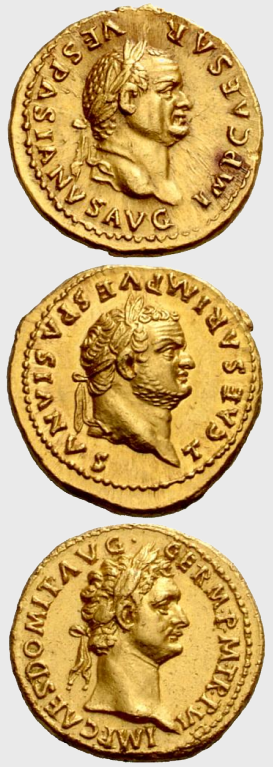
Mince zobrazující tři vládce dynastie Flaviovců. Shora dolů: Vespasianus, Titus a Domitianus.

Jedním z prvních Vespasianových prvních činů ve funkci císaře bylo prosazení daňové reformy s cílem obnovit vyčerpanou pokladnici impéria. Poté, co v polovině 70. let Vespasian přišel do Říma, Mucianus jej neustále pobízel, aby vybral co nejvíce daní, obnovením starých a zavedením nových. Mucianus a Vespasianus zvýšili daně provinciím a bedlivě dohlíželi na správce pokladny. Latinské přísloví „Pecunia non olet“ („Peníze nesmrdí“) mohlo vzniknout, když zavedl daň z moči na veřejných toaletách.
Po svém přistoupení Domitianus zvýšil obsah stříbra v římské minci na Augustův standard, čímž zvýšil obsah stříbra denárů o 12 %. Blížící se krize v roce 85 si však vynutila devalvaci na neronský standard z roku 65, ale stále byla vyšší než úroveň, kterou Vespasianus a Titus udržovali během své vlády, a Domitianova přísná daňová politika zajistila, že tento standard se udržel následujících jedenáct let. Typy mincí z této éry vykazují vysoce konzistentní stupeň kvality, včetně pečlivě zapsané Domitianovy titulatury a neobvykle umělecky propracovaných portrétech na reversu mincí.
Jones odhaduje roční příjem Domitiana na více než 1200 milionů sestercií, z nichž více než třetina byla pravděpodobně vynaložena na vydržování římské armády. Další hlavní oblast výdajů zahrnovala rozsáhlý program rekonstrukce prováděný v samotném Římě.

## Výzvy

### Vojenské aktivity

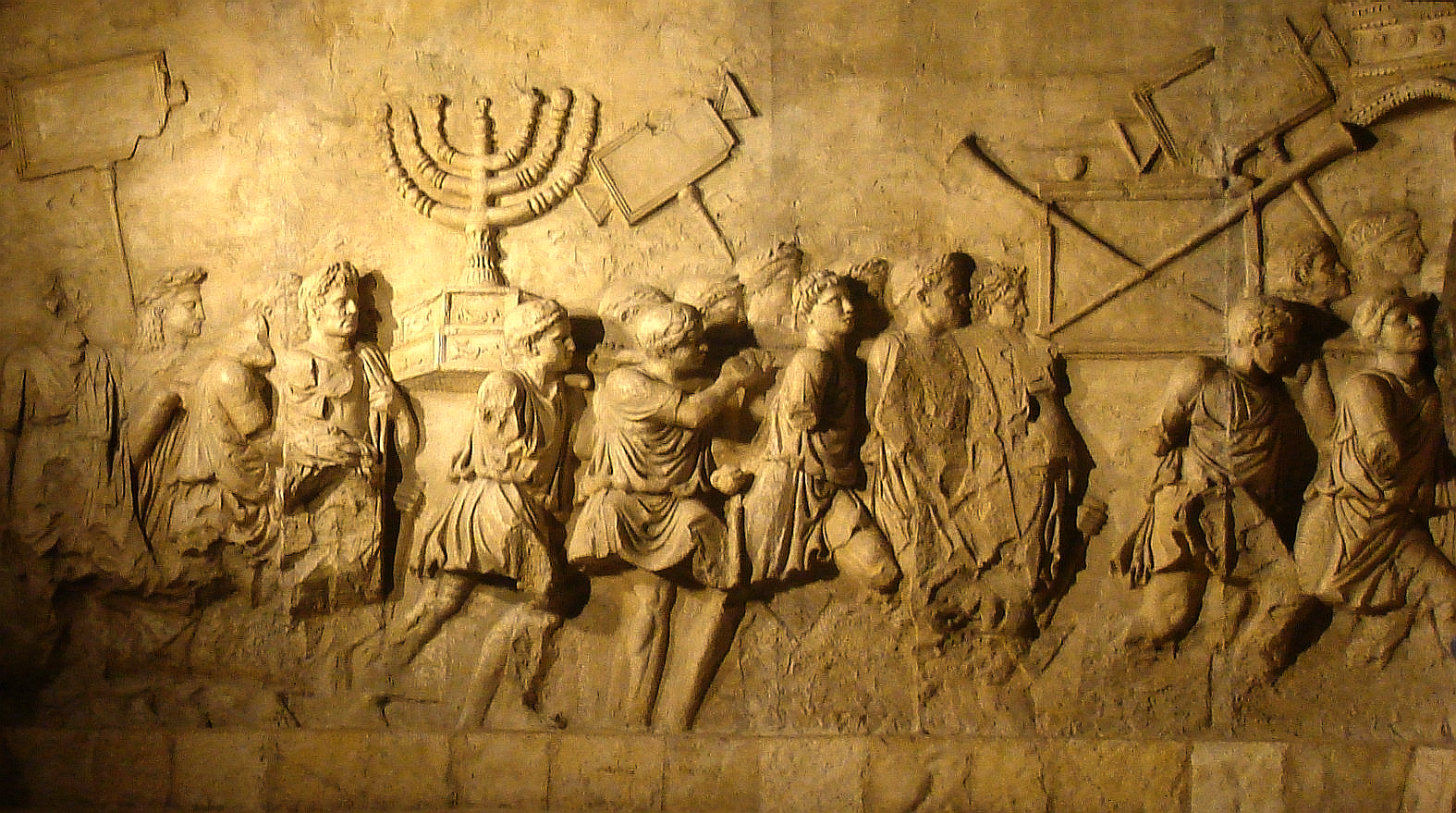
Tento reliéf z Titova oblouku zobrazuje římské vojáky nesoucí poklady z jeruzalémského chrámu včetně Menory. Město bylo obleženo a zničeno Titem v roce 70.

Nejvýznamnější vojenskou kampaní vedenou během panování dynastie bylo obléhání a zničení Jeruzaléma v roce 70. Zničení města bylo vyvrcholením římského tažení do Judska po židovském povstání v roce 66. Druhý chrám byl zcela zbořen, načež Titovi vojáci jej na počest vítězství prohlásili imperátorem. Jeruzalém byl zničen, poklady uloupeny a velká část populace zabita nebo uprchla. Flavius Iosephus tvrdí, že během obléhání bylo zabito 1 100 000 lidí, z nichž většina byli Židé. 97 000 padlo do zajetí a otroctví, včetně Simona bar Giory a Jana z Giscaly. Mnozí uprchli do oblastí kolem Středozemního moře. Titus údajně odmítl přijmout věnec vítězství, místo toho „se zřekl jakékoli takové pocty s tím, že to nebyl on, kdo vykonal tento čin, ale že pouze propůjčil své paže Bohu.“ Po návratu do Říma v roce 71 byl Titovi udělen triumf. Doprovázen Vespasianem a Domiciánem vjel do města, nadšeně pozdravován římským lidem. Před triumfujícím Titem byly neseny uloupené poklady a kráčelo množství válečných zajatců. Flavius Iosephus popisuje procesí nesoucí velké množství zlata a stříbra, následované propracovanými výjevy z války, židovskými zajatci a nakonec poklady uloupenými z Jeruzalémského chrámu, včetně Menory a Tóry. Vůdci odboje byli popraveni na Foru, poté byl průvod ukončen náboženskými oběťmi v Jupiterově chrámu na Kapitolu. Upomínkou Titova vítězství je triumfální Titův oblouk, stojící u jednoho vstupu na Forum Romanum.
Dobývání Británie pokračovalo pod velením Gnaea Julia Agricoly, který rozšířil v letech 77 až 84 římskou říši až do Kaledonie, čili dnešního Skotska. V roce 82 Agricola překročil neznámý vodní tok a porazil do té doby pro Římany neznámé národy Opevnil pobřeží ve směru k Irsku a Tacitus vzpomíná, že jeho tchán často tvrdil, že ostrov lze dobýt s jedinou legií a několika pomocnými jednotkami. Agricola poskytl útočiště irskému králi v exilu, o kterém doufal, že by ho mohl použít k nátlaku při dobývání ostrova. K tomuto nikdy nedošlo, ale někteří historici se domnívají, že uváděný přechod neznámé řeky byl ve skutečnosti malou průzkumnou či trestnou výpravou do Irska. Následující rok Agricola postavil flotilu a překročil skotskou řeku Forth a vpadl do Kaledonie. Na pomoc armádě byla v Inchtuthilu postavena velká legionářská pevnost. V létě 84 se Agricola v bitvě u Mons Graupius postavil proti Kaledoncům. Ačkoli Římané způsobili Kaledoncům těžké ztráty, dvěma třetinám jejich armády se podařilo uprchnout a ukrýt se ve skotských močálech a na Highlands, Skotské vysočině, což nakonec zabránilo Agricolovi dostat celý ostrov Británie pod svoji kontrolu.

Limes Germanicus v roce 70

Války vedené za vlády Domitiana měly obvykle obranný charakter, protože císař odmítal myšlenku expanzivní války. Jeho nejvýznamnějším vojenským přínosem byla stavba Limes Germanicus. Projekt zahrnoval rozsáhlou síť silnic, pevností a strážních věží postavených na obranu říše podél řeky Rýn. Přesto bylo v Galii, či proti germánským kmenům Cheruskům a přes hranice Dunaje vedeno několik důležitých válek proti Suebům, Sarmatům a Dákům. Dákové vedeni králem Decebalem vpadli do provincie Moesie kolem roku 84 nebo 85, způsobili značné škody a mimo jiné zabili moeského guvernéra Oppiuse Sabina. Domitianus okamžitě zahájil tažení jehož výsledkem bylo zničení legie během této nešťastné expedice do Dácie. Jejich velitel Cornelius Fuscus byl zabit a bojový věhlas pretoriánské gardy byl ztracen. V roce 87 Římané napadli Dacii ještě jednou, tentokrát pod velením Tettiuse Julianuse, a nakonec se jim podařilo koncem roku 88 Decebala porazit, a to na stejném místě, kde byl předtím zabit Fuscus. Útok na hlavní město Dacie byl však odložen, neboť na germánské hranici vypukla krize, která donutila Domitiana podepsat mírovou smlouvu s Decebalem, za což byl svými současníky silně kritizován. Po zbytek Domitianovy vlády zůstala Dacie relativně mírumilovným prořímským královstvím, ale Decebalus použil římské peníze na posílení své obrany a nadále Římu vzdoroval. Rozhodujícího vítězství Říma nad Dáky bylo dosaženo až za vlády císaře Trajana v roce 106. Římská armáda sice opět utrpěla těžké ztráty, ale Trajanovi se podařilo dobýt hradiště Sarmizegetusa a především zabrat zlaté a stříbrné doly Dacie.

### Přírodní katastrofy

Římská města zasažená erupcí Vesuvu v roce 79. Černé stínování představuje oblast spadu sopečného popela a strusky.

Titovu krátkou vládu nepoznamenaly větší vojenské nebo politické konflikty, musel však čelit řadě velkých přírodních katastrof. Dne 24. srpna 79, sotva dva měsíce po jeho nástupu, vybuchla sopka Vesuv. Výbuch zcela zničil život a majetek v okolí Neapolského zálivu. Města Pompeje a Herculaneum byla pohřbena pod metry kamení, popela a lávy, zahynuly tisíce občanů. Titus jmenoval dva bývalé konzuly, aby organizovali a koordinovali úsilí o pomoc, přičemž osobně daroval velké částky peněz z císařské pokladnice na pomoc obětem sopky. Navíc po erupci navštívil Pompeje a znovu pak i následující rok. Město bylo zapomenuto na zhruba 1700 let před jeho náhodným znovuobjevením v roce 1748. Od té doby vykopávky poskytly mimořádně podrobný pohled na život města na vrcholu římské říše, zmrazený v jediném okamžiku, 24. srpna 79. Fórum, lázně, mnoho domů a některé vily mimo město, jako je Villa dei Misteri, zůstaly překvapivě dobře zachovány. Dnes je jednou z nejoblíbenějších turistických atrakcí Itálie a je na seznamu světového dědictví UNESCO. Pokračující vykopávky odhalují nové pohledy na římskou historii a kulturu.
Během druhé návštěvy Tita v oblasti katastrofy zasáhl Řím požár, který trval tři dny. Rozsah škod nebyl tak katastrofální jako během velkého požáru Říma v roce 64, který zásadně zasáhl město. Cassius Dio zaznamenává dlouhý seznam důležitých veřejných budov, které byly zničeny, včetně Panteonu, který nechal vystavět v roce 27 Marcus Vipsanius Agrippa, Jupiterova chrámu, zničeno bylo i Diribitorium, části Pompeiova divadla, které dal postavit Gnaeus Pompeius Magnus v roce 55 př. n. l. a Saepta Julia, budova navržená Juliem Caesarem. Titus opět osobně kompenzoval poškozené římské čtvrtě. Podle Suetonia pravděpodobně po požáru udeřil mor. Povaha onemocnění ani počet obětí nejsou známy.

### Spiknutí
Suetonius tvrdí, že proti Vespasianovi byla neustále osnována spiknutí. Konkrétně je známo pouze jedno spiknutí. V roce 78 nebo 79 se Eprius Marcellus a Aulus Caecina Alienus pokusili podnítit pretoriánskou gardu ke vzpouře proti Vespasianovi, ale spiknutí bylo odhaleno a zmařeno Titem. Podle historika Johna Crooka však údajné spiknutí bylo ve skutečnosti vypočítanou aférou flaviovské frakce s cílem odstranit členy opozice spojené s Mucianem a jeho jméno nalezené u Caecina byl Titův podvrh. Když však Vespasianus a Titus čelili skutečnému spiknutí, chovali se ke svým nepřátelům shovívavě. „Nezabiju psa, který na mě štěká,“ byla slova vyjadřující myšlení Vespasiana, zatímco Titus kdysi prokázal svou velkorysost císaře tím, že pozval na večeři muže, kteří byli podezřelí z aspirování na trůn, odměnil je dary a dovolil jim sedět vedle něj v divadle.
Domitianus během své vlády pravděpodobně musel čelit několika spiknutím, poslední z nich skončilo jeho zavražděním v roce 96. První významná vzpoura vypukla 1. ledna 89, kdy guvernér Horní Germánie Lucius Antonius Saturninus a jeho dvě legie v Mainzu (dnešní Mohuč), 14. legie Gemina a 21. legie Rapax se bouřily proti římskému plánu uzavřít smlouvu s Cherusky. Přesná příčina povstání je nejistá, i když se zdá, že byla naplánována dlouho dopředu. Senátorští důstojníci možná nesouhlasili s Domitianovými vojenskými rozhodnutími, jako defenzivní strategie vůči Germánii namísto útoku, také jeho nedávný ústup z Británie a nakonec potupná politika usmiřování vůči Decebalovi. V každém případě bylo povstání omezeno na provincii Lucia Saturnina. Jakmile se informace rozšířila do okolních provincií, guvernér Dolní Germánie, Lappius Maximus, se okamžitě přesunul do vzbouřené oblasti, pomáhal mu guvernér provincie Raetie Titus Flavius Norbanus. Ze Španělska byl povolán Trajan, z Říma přicestoval i Domitianus s pretoriánskou gardou. Římané měli navíc štěstí, protože tání ledu zabránilo Cheruskům překročit Rýn a pomoci vzbouřenému Saturninovi. Do čtyřiadvaceti dnů byla vzpoura rozdrcena a její vůdci v Mainzu krutě potrestáni. Vzbouřené legie byly za trest poslány válčit do Ilýrie, zatímco ty, které přispěly k jejich porážce byly štědře odměněny.
Tacitus i Suetonius hovoří o eskalaci pronásledování údajných Domitianových protivníků ke konci jeho vlády. Jeho podezíravost značně vzrostla kolem roku 93 a možná už někdy dříve, po neúspěšné vzpouře Saturninově v roce 89. Bylo popraveno nejméně dvacet senátorů, údajných císařových odpůrců, včetně bývalého manžela Domitie Longiny Lucia Aelia Lamia Plautia Aeliana a tří členů vlastní rodiny Domitiana, Tita Flavia Sabina IV., Tita Flavia Clemense a Marka Arrecinuse Clemense. Někteří z těchto mužů byli popraveni již v roce 83 nebo 85, což však Tacitovu pojmu „hrůzovlády“ ke konci Domitianovy vlády příliš neodpovídá. Podle Suetonia byli někteří odsouzeni za korupci nebo zradu, jiní za triviální obvinění, což Domitianus zdůvodnil svým podezřením.

## Kultura za vlády Flaviovců

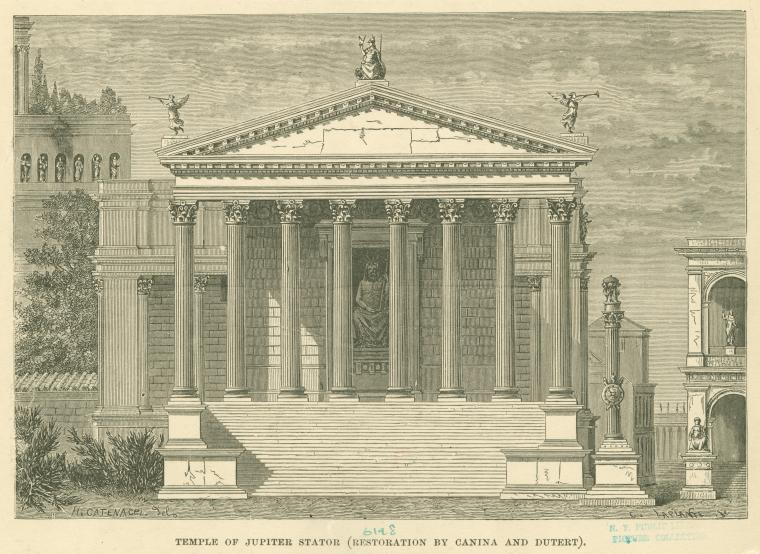
Jupiterův chrám, grafická rekonstrukce, chrám byl zničen v roce 64 při velkém požáru Říma

### Propaganda
Od vlády Tiberia císaři juliovsko-claudiovské dynastie legitimizovali svou moc prostřednictvím adoptivního liniového původu od Augusta a Julia Caesara. Vespasianus žádný takový původ nemohl doložit. Vedl proto masivní propagandistickou kampaň, která měla ospravedlnit jeho vládu jako předem určenou božskou prozřetelností. Flaviovská propaganda zároveň zdůraznila Vespasianovu roli nositele míru po krizi v roce 69. Téměř jedna třetina všech mincí ražených v Římě za vlády Vespasiana oslavovala vojenské vítězství nebo mír, zatímco z mincí bylo odstraněno slovo vindex aby veřejnosti nepřipomínala rebela Gaia Julia Vindexe. Stavební projekty nesly nápisy oslavující Vespasiana a odsuzující předchozí císaře a na Forum Romanum byl obnoven Jupiterův chrám.
Flaviovci také ovládali veřejné mínění prostřednictvím literatury. Vespasianus schvaloval historii psanou za jeho vlády a zajistil, aby byly odstraněny předsudky proti němu, a zároveň poskytoval finanční odměny současným spisovatelům. Staří historici, kteří prožili toto období, jako Tacitus, Suetonius, Flavius Iosephus a Plinius starší mluví o Vespasianovi podezřele dobře a zároveň odsuzují císaře, kteří vládli před ním. Tacitus přiznává, že jej Vespasianus povýšil, Flavius Iosephus hovoří o Vespasianovi jako o svém patronovi a ochránci a Plinius věnoval svou Naturalis historia Vespasianovu synovi Titovi. Ti, kteří hovořili proti Vespasianovi, byli potrestáni. Řada stoických filozofů byla obviněna z kažení studentů nevhodným učením a byla vyhoštěna z Říma. Za své učení byl popraven pro-republikový filozof Helvidius Priscus.
Titus a Domitianus také oživili praxi císařského kultu, který byl za Vespasiana omezen. Je příznačné, že Domitianovým prvním činem jako císaře bylo zbožštění jeho bratra Tita. Po jeho smrti byl také jeho malý syn a neteř Julia Flavia zapsáni mezi bohy. Na podporu uctívání císařské rodiny postavil Domitianus na místě Vespasianova domu na Quirinalu mauzoleum dynastie a dostavěl Vespasianův a Titův chrám, svatyni zasvěcenou uctívání svého zbožněného otce a bratra. Aby připomněl vojenské triumfy rodiny Flaviů, nařídil stavbu Templum Divorum a Templum Fortuna Redux a dokončil Titův oblouk. Za účelem dalšího ospravedlnění božské podstaty nadvlády své dynastie Domitianus také zdůraznil spojení s hlavním římským bohem Jupiterem působivou obnovou Jupiterova chrámu na Kapitolu.

### Stavby

Nejslavnější stavbou dynastie Flaviovců je Flaviovský amfiteátr, známý jako Koloseum. Stavbu zahájil Vespasianus a dokončil Titus a Domitianus.

Flaviovská dynastie se proslavila rozsáhlým stavebním programem. Cílem bylo obnovit Řím po škodách, které město utrpělo během velkého požáru v roce 64 a občanské války v roce 69. Vespasianus přidal Chrám míru a Chrám zbožštěného Claudia. V roce 75 byla na Vespasianův rozkaz dokončena kolosální socha Apollóna, projekt začal císař Nero jako zpodobnění své osoby, také jeviště Marcellova divadla. Stavba Flaviovského amfiteátru, v současnosti známějšího jako Koloseum (pravděpodobně podle nedaleké kolosální sochy), byla zahájena v roce 70 za Vespasiana a nakonec dokončena roku 80 za Tita. Kromě poskytování velkolepé zábavy římskému lidu byla budova koncipována jako obrovský triumfální pomník připomínající vojenské úspěchy Flaviovců během židovských válek. areálu Neronova Zlatého domu a také nařídil stavbu nového veřejného lázeňského domu, který měl nést jeho jméno. Stavba této budovy byla narychlo dokončena, aby se shodovala s dostavbou Flaviovského amfiteátru.
Převážná část stavebních projektů Flaviovců byla provedena za vlády Domitiana, který hojně utrácel za obnovu a zkrášlení Říma. Mnohem více než projekt renovace však měl být Domitianův stavební program vrcholným úspěchem kulturní renesance v celé říši. Bylo postaveno, obnoveno nebo dokončeno kolem padesáti staveb, což je druhé největší množství po císaři Augustovi. Mezi nejdůležitější nové stavby patřil Odeon, Stadium, a rozsáhlý palác na Palatinu, známý jako Flaviovský palác, který navrhl Domitianův hlavní architekt Rabirius. Nejdůležitější stavbou, kterou Domitianus obnovil, byl Jupiterův chrám na Kapitolu, který byl prý završen zlacenou střechou. Mezi jím dokončené patřil Vespasianův a Titův chrám, Titův oblouk a Koloseum, ke kterému přidal čtvrté patro a dokončil tribuny pro diváky.

### Zábava

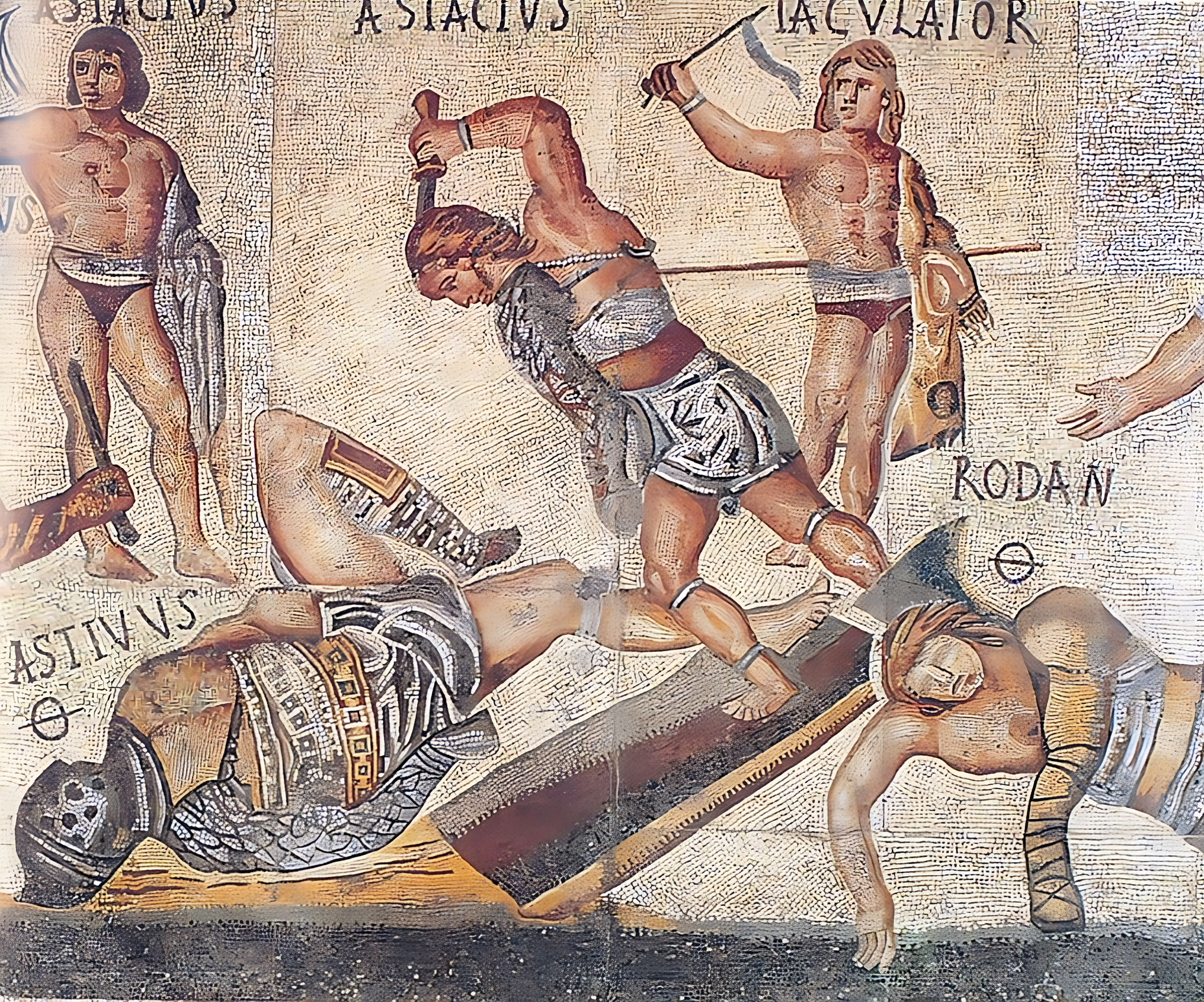
Gladiátoři, mozaika ze 4. století

Titus i Domitianus byli příznivci gladiátorských her a uvědomovali si jejich význam pro udržování klidu obyvatelstva Říma. V nově vybudovaném Koloseu pořádali Flaviovci velkolepé zábavy. Zahajovací hry v Koloseu trvaly sto dní a byly údajně výjimečně propracované, zahrnovaly gladiátorské souboje, zápasy divoké zvěře, aranžování námořních bitev pro něž bylo divadlo zaplaveno vodou, pořádání dostihů a závodů vozů. Během her byly do publika shazovány dřevěné koule, na které byly napsány různé ceny (oblečení, zlato nebo dokonce otroci), které pak bylo možné vyměnit za určený předmět. Domitianus během své vlády vynakládal velké částky na zábavu a hry. Utratil odhadem 135 milionů sestercií na dary lidu, congiaria a také obnovil pořádání veřejných hostin, které byly za Nerona redukovány na prosté rozdělování potravin. V roce 86 založil Ludi Capitolini, kapitolské hry, jednou za čtyři roky konanou soutěž zahrnující atletické ukázky, závody vozů a soutěže hudební, řečnické a herecké. Sám Domitianus hradil cestovní náklady soutěžícím z celé říše a rozděloval ceny. Do pravidelných gladiátorských her byly zavedeny inovace, jako například námořní soutěže, noční bitvy a boje gladiátorů se ženami a trpaslíky. Nakonec do závodů vozů přidal dvě nové skupiny, zlatou a purpurovou, kromě již zavedených bílých, červených, zelených a modrých týmů.

## Dědictví
Flaviovci, přestože byli vládnoucí dynastií relativně krátce, pomohli obnovit stabilitu říše, která se ocitla takřka na kolenou. Ačkoli byli všichni tři kritizováni, zejména kvůli jejich centralizovanějšímu stylu vlády, zavedli  reformy, které vytvořily dostatečně stabilní říši, a které platily až do 3. století. Jejich původ jako vojenské dynastie však vedl k dalšímu snižování významu Senátu a k následnému odklonu od princeps neboli „prvního občana“ směrem k imperator, tedy císaři.
O Vespasianově desetiletím panování se dochovalo jen málo relevantních informací. Jeho vláda je nejznámější finančními reformami po zániku dynastie juliovsko-claudiovské. Vespasianus byl známý svou mírností a loajalitou k lidem. Mnoho peněz bylo například vynaloženo na veřejné práce a obnovu a zkrášlení Říma: obnovení Fora Romana, nové chrámy, veřejné lázně a Koloseum.
Titus je starověkými historiky z Flaviovců nejoslavovanější, je uváděn jako jeden z nejpříkladnějších císařů. Všechny dochované zprávy z tohoto období, mnohé z nich napsané jeho vlastními současníky, jako byli Suetonius Tranquilius, Cassius Dio nebo Plinius starší, vrhají na Tita velmi příznivé světlo, především ve srovnání s postavou jeho bratra Domitiana. Na rozdíl od ideálního zobrazení Tita v římských dějinách je v židovské paměti zapsán jako „Titus bezbožný“ a je připomínán jako utlačovatel a ničitel chrámu. Například jedna legenda v babylonském Talmudu popisuje, že Titus měl sex s nevěstkou na svitku Tóry uvnitř chrámu během jeho ničení.
Ačkoli soudobí historikové Domitiana po jeho smrti očerňovali, jeho vláda poskytla základy stabilnímu impériu 2. století n. l. a vyvrcholení „Pax Romana“. Jeho nástupci Nerva a Traianus byli liberálnější, ale ve skutečnosti se jejich politika jen málo lišila od politiky jejich předchůdce. Mnohem více než během válečného počátku 1. století, Římská říše v období 81–96, které Theodor Mommsen označil za ponurý, ale inteligentní Domitianův despotismus, vzkvétala.